# Marcia Coutinho
Marcia Emília de Andrade Coutinho (Petrópolis, 6 de setembro de 1971) é uma dubladora brasileira. Possui uma vasta carreira de destaques desde 1993. É conhecida por emprestar sua voz à Mulher Elástica do filme Os Incríveis, ganhando o prêmio de Melhor Dubladora de Protagonista, no Oscar da Dublagem, em 2005, por este trabalho.

## Dublagens
Animações
- Helena Pêra (Mulher Elástica) em Os Incríveis e Os Incríveis 2 [1][3]
- Fada Madrinha em Shrek 2 [1][4]
- Mãe em Kubo e as Cordas Mágicas [5]
- Lucy Tucci em Cada um na Sua Casa [6]
- Mary Beth em Festa no Céu [7]

Desenhos
- Mamãe Pig em Peppa Pig [8]
- Garnet em Steven Universo [1][9]
- Princesa Caroline em BoJack Horseman [10]
- Xylene em Ben 10

Séries
- Carrie Heffernan (Leah Remini) em O Rei do Bairro [11]
- Karen (Cara Buono) em Stranger Things [12]